# Pointe La Rue

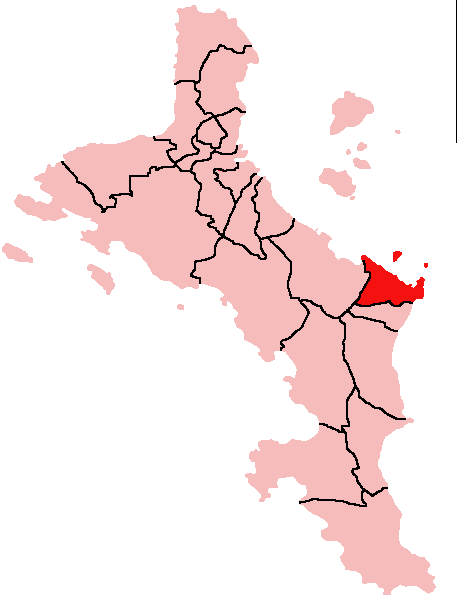
Położenie dystryktu Pointe La Rue na wyspie Mahé

Pointe La Rue – dystrykt położony we wschodniej części wyspy Mahé oraz na dwóch mniejszych wysepkach; 2 715 mieszkańców (2002).